# Покровка (Мамлютский район)
Покровка (каз. Покровка) — село в Мамлютском районе Северо-Казахстанской области Казахстана. Административный центр Пригородного сельского округа. Код КАТО — 595249100.

## Население
В 1999 году население села составляло 1093 человека (526 мужчин и 567 женщин). По данным переписи 2009 года, в селе проживало 1002 человека (510 мужчин и 492 женщины).

## История[3]
Село Покровка образовалось в конце 19 века. Сюда переселяли людей с Полтавской губернии Переяславского уезда. 
В 1911 году начала работать школа. 
В 1921 году деревня была сожжена бандой кулаков.
В 1931 году в селе образовался колхоз «Заветы Ильича».
В 1961 году село Покровка вошло в состав совхоза «Искра». А в 1970 году был образован совхоз «Покровский».
Основное развитие хозяйства было картофелеводство и животноводство.